# Lexxi Tyler
Lexxi Tyler (Beaverton, Oregón; 16 de mayo de 1983) es una modelo erótica y actriz pornográfica estadounidense. Fue la chica Penthouse del mes de mayo de 2009.

## Carrera
Hizo su debut en películas para adulto en el 2003, en Real XXX Letters 3. Desde entonces ha aparecido en películas de la productora Vivid Entertainment Group, tales como Cry Wolf, de Wicked Pictures como Cock Star y de Digital Playground como Cheerleaders y Babysitters.

## Premios
- 2008 Premios AVN – Mejor Escena Sexual de Mujeres (Video) – Babysitters (2007)[3]
- 2009 Premios AVN – Mejor Escena Sexual de Mujeres – Cheerleaders[4]